# 스즈키 아키토
스즈키 아키토(일본어: 鈴木 章斗, 2003년 7월 30일~)는 일본의 축구 선수이다.

## 구단 경력
그는 2022년 J1리그의 쇼난 벨마레에 입단했다.